# Burmanniaceae
- Commons
- Wikispecies

Burmanniaceae é uma família das angiospermas da ordem Dioscoreales, grupo de monocotiledôneas que inclui o inhame. Possui aproximadamente 100 espécies distribuídas em 9 gêneros é tipicamente formado de plantas herbáceas sem a presença de clorofila.

## Descrição
Essas plantas são pequenas, possuem gêneros que dificilmente alcançam comprimento maiores que 50 cm, herbáceas e normalmente não possuem tanta cor e clorofila. Por possuírem folhas aclorofiladas, são adaptadas e micotróficas. Essas plantas terrestres abrigam fungos micorrízicos em suas partes subterrâneas.

## Morfologia
Possuem um pequeno porte, classificadas em herbáceas perenes ou anuais. Um dos aspectos desse grupo é a presença de folhas aclorofiladas e o hábito saprofítico, com o desenvolvimento de partes subterrâneas, a principal parte para a nutrição da planta. 

### Raízes de Rizomas
Devido à incapacidade de realizar fotossíntese Burmanniaceae, desenvolveu associações com fungos através de rizomas. Este rizoma pode conter diferentes morfologias:
- Um rizoma bulboso, com uma grande quantidade de raízes filiformes e escamas imbricadas;
- Um rizoma tuberculoso, com raízes cilíndricas e exógenas que formam estreitas ramificações, onde formam novos e pequenos tubérculos globosos;
- Um rizoma cilíndrico, coberto com raízes exógenas e escamas imbricadas;
- Um rizoma com raízes primárias e secundárias, cilíndricas e com coifas;
- Ausência de rizoma, para as espécies autotróficas de Burmannia.

Por conta do saprofitismo em Burmanniaceae ocorrem diversas reduções e adaptações, uma delas é a ausência dos pelos radiculares. Em Dictyostega, por exemplo, as escamas do rizoma suprem funcionalmente a função dos pelos radiculares. Outra estrutura ausente nas espécies mico-heterotróficas é a coifa .
A endoderme da raiz é bem desenvolvida, apresentando um formato de U e/ou estrias de Caspary, ela circunda um cilindro central que possui de 3 a 4 arcos compostos por 1-6 vasos espessamentos espirais ou anulares e 3-8 grupos de floema periféricos. O periciclo é quase completamente reduzido.

### Caule
A epiderme do caule quase não possui estômatos. O Tecido subepidérmico é bem desenvolvido e ainda possui uma bainha de esclerênquima, uma endoderme semelhante à das raízes, um anel de 3-20 vasos colaterais reduzidos feixes constituídos por elementos xilemáticos com espessamentos anulares e espirais, floema e medula central.

### Flor e Inflorescência
Na maioria das Burmanniaceae a inflorescência é terminal, cimosa e bracteada, sendo uníparas, cincíno bifurcado, mas em Apteria ocorre em um único cíncino. A cimeira às vezes são reduzidas a poucas flores ou em uma única flor. Nos botões florais de Burmanniaceae as tépalas externas cobrem completamente as internas, as tépalas são fundidas e geralmente possuem diferentes tamanhos (entre as tépalas internas e externas). As flores apresentam em um formato de tubo e podem ser abertas, contraídas, ou frouxas, às vezes bem pequenas. As flores em Burmanniaceae possuem diferentes cores, podendo ser brancas, verdes, azuis ou não possuírem cores; uma característica que chama atenção é seu aspecto cristalino apresentado em alguns gêneros. 

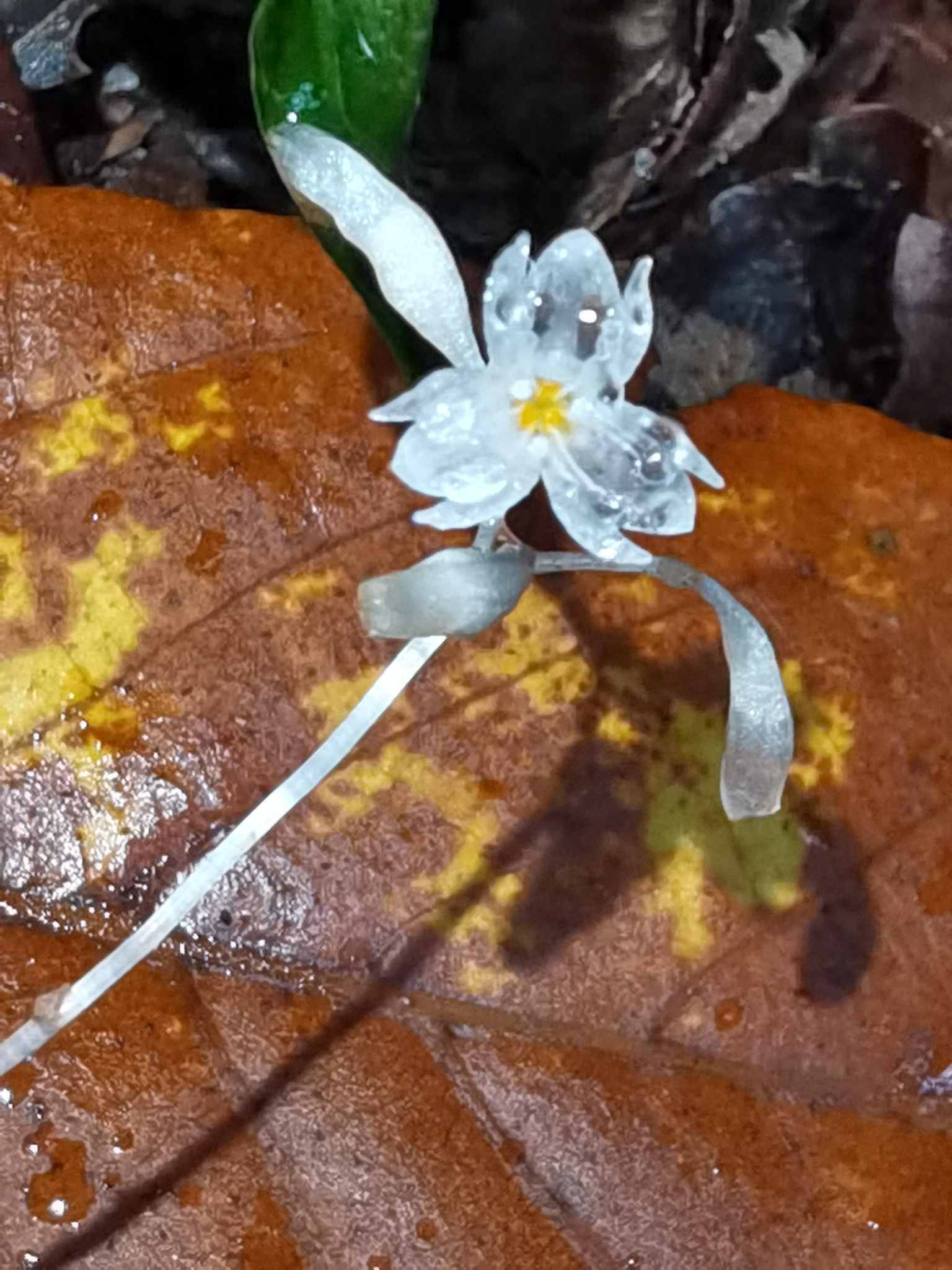
Gymnosiphon suaveolens

O hipanto é geralmente tubular e bem desenvolvido em todas as Burmanniaceae. No perianto, suas sépalas podem ser persistentes ou caducas. Em Cymbocarpa, Gymnosiphon e Hexapterella o perianto é circuncidado justo abaixo dos estames, que são inseridos, deixando um aspecto de tubo nu. Isso dificulta a identificação desses gêneros para espécies em estágios pós-florais. Em Hexapterella, mesmo os últimos remanescentes do perianto são finalmente eliminados, deixando apenas 6 costelas no fruto. Na Afrothismia, tanto o perianto quanto a parede da cápsula são decíduos, deixando a coluna placentária e as sementes.
Em Burmannieae existem apenas 3 estames inseridos em frente e logo abaixo das tépalas internas. As tecas compreendem 2 ± microsporângios globosos superpostos, divididos por um septo horizontal ou oblíquo e deiscentes introrsamente por uma fenda transversal. Os filamentos são desenvolvidos variadamente ou as anteras são sésseis. Anteras sésseis a muito breves estipitadas ocorrem em Burmannia, Campylosiphon, Cymbocarpa, Dictyostega, Gymnosiphon e Miersiella. O conjuntivo é bem desenvolvido e edemaciado, separando completamente as 2 tecas; geralmente é amplamente obovoide e pode ter apêndices diminutos; é colocado em ângulo reto com o tubo da corola ou é levemente defletido.
Os nectários estão presentes nos septos completos dos ovários triloculares e também nos septos parciais incompletos dos ovários uniloculares em Burmannia e Campylosiphon. Nos ovários uniloculares de Apteria, Dictyostega e Hexapterella eles estão localizados nas grandes placentas como canais perpendiculares ou como sulcos no lado distal da placenta. Em Cymbocarpa e Gymnosiphon os septos parciais e suas cavidades são alargados em ambos os lados, como também é o caso de Burmannia densiflora. Dois tipos, conectados por intermediários, podem ser reconhecidos: glândulas esféricas que se projetam de ambos os lados dos septos parciais com uma cavidade comum que se abre a partir de um canal acima do septo parcial na parede apical do ovário, ou glândulas esféricas sem conexão com os septos parciais e cada uma originando-se com sua própria cavidade da parede apical do ovário. Nas formas intermediárias as cavidades das 2 glândulas em ambos os lados de 1 septo parcial são incompletamente separadas (Cymbocarpa refracta, Gymnosiphon divaricatus). Finalmente, em Miersiella as 6 glândulas estão localizadas fora do ovário, unidas em pares acima das placentas. Em Burmannieae, todas as glândulas de néctar parecem ser derivadas de nectários septais (Riibsamen, 1986).

### Propagação
Em Burmannieae a propagação vegetativa se dá por ramificação do rizoma. As hastes de espécies de folhas verdes em Burmannia variam em comprimento, de alguns cm para até 70 cm. Em Burmannieae saprófitas, as folhas se espalham ao longo do caule e são pequenas, já nas espécies de folhas verdes de Burmannia, as folhas se concentram na parte basal do caule e são maiores.

### Embriologia
A antera possui a constituição da parede do tipo monocotiledôneo. Em algumas espécies de Burmannia a epiderme é persistente e corresponde em células de paredes espessas e um endotécio. Entretanto, geralmente a parede tem um endotécio bem desenvolvido. A microsporogênese é sucessiva e as tétrades de micrósporos são principalmente decussadas ou isobilaterais. Os grãos de pólen maduros são principalmente tricelulares e ocasionalmente bicelulares em número reduzido de espécies. Mesmo dentro de um gênero ambas as situações foram observadas, como em Burmannia. Os óvulos são anátropos, tenuinucelados e bitegumentados. Em Burmannieae o nucelo de camada I é esmagado durante o desenvolvimento do saco embrionário, com exceção da região calazal. A célula arquesporial opera como a célula mãe do megásporo. Uma tétrade ou tríade linear, ou em forma de T é gerada. O saco embrionário é geralmente do tipo Polygonum, mas é relatado que alguns Burmannia apresentam o tipo Allium (Scilla). em Burmannia coelestis ocorre a apomixia do tipo Antennaria (alpina). A poliembrionia também foi retratada. É Helobial a formação do endosperma.

### Morfologia do pólen
Os grãos de pólen são geralmente eliminados individualmente, mas tétrades ocorrem em Apteria aphylla, Burmannia sphagnoides e Burmannia aprica que também são díades (Guinet 1965; Chakrapani e Raj 1971). Às vezes os grãos de pólen são sulcados (Cymbocarpa, Hapolothismia, Hexapterella), mas em geral 1 ou 2 porados (Burmannia, Campylosiphon, Dictyostega spp., Miersiella), ou ausente de abrimento (Apteria, Gymnossifão, Fig. SIB). Constantemente a exina é psilada (Burmannia, Campylosiphon, Dictyostega, Hexapterella), dobrada ou ondulada (Apteria, Gymnosiphon) ou reticulada (Afrothismia) (Erdtman 1952; Chakrapani e Raj 1971). Pode apresentar forma ovoide, ocasionalmente plano-convexa, biconvexa, esferoidal ou ovoide-reniforme.

### Frutos e sementes
A deiscência das cápsulas apresenta grande variação. Em geral as espécies de Burmannia abrem transversalmente por meio de uma ou mais fendas no pericarpo membranoso entre as asas. Em Burmannia spp., Campylosiphon, Gymnosiphon spp. e Hexapterella a deiscência irregular por murchamento da parede membranosa é reconhecida. Espécies asiáticas de Gymnosiphon apresentam frutos indeiscentes. Todos os outros frutos abrem-se por fendas longitudinais, loculicidamente em Dictyostega, e espécies de Gymnosiphon, Cymbocarpa e Miersiella; septicidamente em Apteria, Gymnosiphon e Burmannia tenella. Thismia apresenta fruto carnoso, hialino e em forma de taça.
Apresentam uma quantidade elevada de sementes diminutas e com grande adaptação para dispersão por ar ou água. Geralmente são compactos, subglobosos, elipsoides, ovoides ou fusiformes. As paredes anticlinais elevadas das células epidérmicas formam uma rede, as finas paredes periclinais externas colapsaram, às vezes arqueando-se para fora. A superfície da fina parede periclinal externa em geral é lisa. O tegumento da semente é formado por ambos os tegumentos (Burmannia) ou principalmente pelo tegumento externo (Gymnosiphon, Hexapterella). Frequentemente, às duas camadas do tegumento interno são comprimidas e apresentam tanino em sua composição. 
O endosperma corresponde a poucas células com paredes espessadas por hemicelulose. Elas contêm muitos grãos únicos de amido no estágio prematuro. Posteriormente, estes são em geral substituídos por cristaloides, gordura ou glóbulos de proteína. O pequeno embrião indiferenciado também armazena amido e gordura.

## Relações filogenéticas
Burmanniceae é assegurada como elemento da ordem heterogênea Dioscoreales, que possui outras duas famílias reconhecidas, Nartheciaceae e Dioscoreaceae, entretanto essas famílias não possuem muitas correspondências. Ainda hoje poucas sinapomorfias morfologias convincentes foram descobertas para delimitar Dioscoreales.
Burmanniaceae, princialmente o gênero Burmannia, representam um modelo interessante no estudo sobre perda de fotossíntese em plantas micoheterotróficas, por incluir espécies verdes e aclorofilas. Com exceção de Burmannia,os demais gêneros são colocados em um clado aclorofílico monofilético. Dentro da Burmannia, existe um clado aclorofílico basal ( B. congesta e B. densiflora), e as outras espécies aclorofilas estão aninhadas entre as espécies autotróficas, sugerindo um número elevado de eventos independentes de perda de clorofila no gênero.
Todas as demais Dioscoreales são consistentemente colocadas como irmãs de Nartheciaceae, apesar de às vezes com suporte apenas moderado (por exemplo, Givnish et al. 2006). Entretanto, Davis et al. (2004) constatou que elas se associavam com Pandanales, mesmo que o suporte fosse fraco (<70%) e a deleção de 6bp atpA de muitos membros desse clado fosse ausente, enquanto em análises de condromas Burmannia era irmã de [Pandanales + Narthecium], mas Thismia estava em Dioscoreales (G. Petersen et al. 2006).

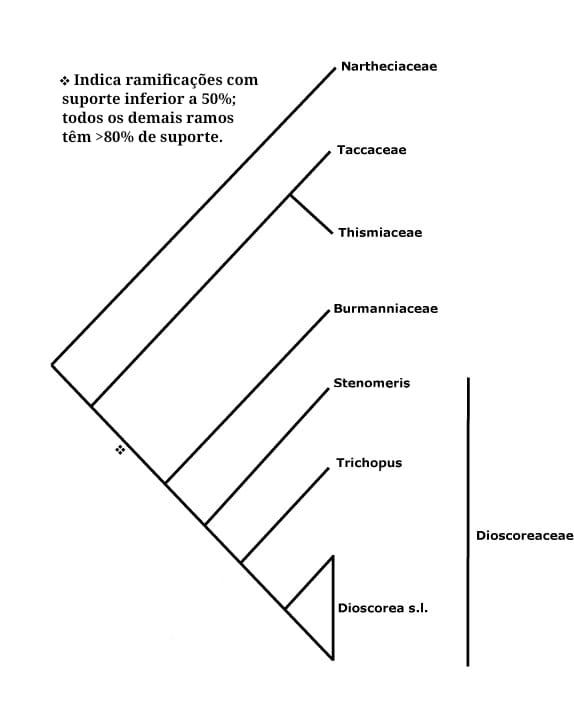
Cladograma da família Burmanniaceae e famílias próximas. Fonte: Angiosperm Phylogeny Website. Adaptado.

De acordo com evidências os membros micoheterotróficos de Dioscoreales não chegam a formar um clado. Merckx et al. (2006), por meio de genes nucleares e mitocondriais, descobriram relações substancialmente diferentes em Dioscoreales daquelas retratada na árvore dada por Caddick et al. (2002a). No entanto, como Merckx et al. (2006) observam que as relações encontradas por Caddick et al. (2002a) foram dominados por dados de cloroplastos, e desde Burmanniaceae s.l. são em grande parte micoheterotróficas elas possuem grande divergência nas sequências plastidiais. Yokoyama et al. (2007) encontraram as relações (Burmanniaceae (Dioscoreaceae (Taccaceae + Thismiaceae))). A situação é ainda mais complexa, pois Merckx e Bidartondo (2008) e Merckx et al. (2009a) sugerem que Thismiaceae s. str. pode ser parafilético, sendo Afrothismia irmã de [Taccaceae + o restante de Thismiaceae] (mas cf. Yokoyama et al. (2007). Merckx et al. (2010a) confirmaram a parafilia de Thismiaceae, e também sugeriram que Trichopus poderia ser irmã de [Taccaceae + Thismiaceae]; Stenomeris estava bem encaixado em Dioscorea. No entanto, Hertweck et al. (2015) encontraram Burmannia e Thismia como táxons irmãos, embora com ramificações muito longas, mas a amostragem foi ruim, pois esse não era foco de seu artigo. Em outros estudos em que relações mais amplas também não foram o foco, Viruel et al. (2015) e Z.-D. Chen et ai. (2016) encontraram as relações (Burmanniaceae (Taccaceae + Dioscoreaceae s.l.)). Em uma análise de genes de três plastídios, Lam et al. (2016) descobriram que em análises não particionadas de genes e códons, Thismiaceae tendia a vagar (irmã de Petrosaviaceae), mas em outras análises elas foram incluídas em Dioscoreales, enquanto quando Dioscoreales fotossintéticas foram incluídas sozinhas, as relações foram (Burmanniaceae (Nartheciaceae (Dioscoreaceae (Taccaceae) + Trichopodaceae (Dioscoreaceae abaixo))))). Relações encontradas por Lam et al. (2018) são (Nartheciaceae (Burmanniaceae (Dioscoreaceae (Taccaceae + Thismiaceae)))), não obstante da pequena amostragem, e relações semelhantes também foram recuperadas por Givnish et al. (2018b), apesar do suporte para a localização de Thismia tenha sido bastante fraco e a Afrothismia não tenha sido incluída. Shepeleva et al. (2020) descobriram as relações Dioscorea, [Burmannia + Afrothismia], [Tacca + Thismiaceae], ou seja, não há muita estrutura, enquanto em uma análise de 347 genes nucleares (W. J. Baker et al. 2021a) Thismia ainda não está compreendida, Dioscorea conforme circunscrito na imagem é parafilético, e a posição de Burmanniaceae é pouco sustentada.

## Diversidade Taxonômica

### Lista de gêneros em Burmanniaceae
Segundo NCBI
Burmanniaceae é composta de cerca de 45 espécies distribuídas em 11 gêneros.
Burmanniaceae
- Afrothismia
  - Afrothismia amietii
  - Afrothismia foertheriana
  - Afrothismia gabonensis
  - Afrothismia gesnerioides
  - Afrothismia hydra
  - Afrothismia korupensis
  - Afrothismia winkleri
- Apteria
  - Apteria aphylla
- Burmannia
  - Burmannia alba
  - Burmannia bengkuluensis
  - Burmannia bicolor
  - Burmannia biflora
  - Burmannia capitata
  - Burmannia championii
  - Burmannia coelestis
  - Burmannia cryptopetala
  - Burmannia damazii
  - Burmannia decurrens
  - Burmannia densiflora
  - Burmannia disticha
  - Burmannia flava
  - Burmannia hexaptera
  - Burmannia itoana
  - Burmannia juncea
  - Burmannia latialata
  - Burmannia ledermannii
  - Burmannia longifolia
  - Burmannia lutescens
  - Burmannia madagascariensis
  - Burmannia nepalensis
  - Burmannia oblonga
  - Burmannia pusilla
  - Burmannia sphagnoides
  - Burmannia stuebelii
  - Burmannia wallichii
  - Burmannia não classificada
    - Burmannia sp. Dessein 1021
    - Burmannia sp. HT-#1021
    - Burmannia sp. KH-2014
- Campylosiphon
  - Campylosiphon congestus
  - Campylosiphon purpurascens
  - Cymbocarpa
  - Cymbocarpa refracta
  - Cymbocarpa saccata
- Dictyostega
  - Dictyostega orobanchoides
- Geomitra
  - Geomitra clavigera
- Gymnosiphon
  - Gymnosiphon aphyllus
  - Gymnosiphon bekensis
  - Gymnosiphon breviflorus
  - Gymnosiphon capitatus
  - Gymnosiphon constrictus
  - Gymnosiphon divaricatus
  - Gymnosiphon longistylus
  - Gymnosiphon minutus
  - Gymnosiphon panamensis
  - Gymnosiphon recurvatus
  - Gymnosiphon suaveolens
  - Gymnosiphon usambaricus
  - Gymnosiphon não classificada
    - Gymnosiphon sp. JHLM-2021
    - Gymnosiphon sp. PEC-2011
- Haplothismia
  - Haplothismia exannulata
- Hexapterella
  - Hexapterella gentianoides
- Miersiella
  - Miersiella umbellata
- Tiputinia 
  - Tiputinia foetida

### Distribuição geográfica e espécies brasileiras
É possível encontrar a família Burmanniaceae no hemisfério sul como no norte (Jonker, 1938). Em áreas de terrenos encharcados de margem de lagoas ou em áreas permanentemente alagadas, e sazonais (Alves, 2001).
Foi na parte oeste do continente Gondwana que essa família surgiu e sua diversificação partiu do Cretáceo Superior, como indica estudos sobre inferência filogenética aliado a análises biogeográficas. Os gêneros Burmannia e Gymnosiphon, possuem padrões congruentes de diversificação e migração. Foi durante o Eoceno o início da diversificação de Burmanniaceae. Por meio de rotas de migração boreotopicais ocorreu a migração simultânea de Burmannia e Gymnosiphon do continente Americano para os continentes Europeu, Africano e Asiático. O advindo do Oligoceno em conjunto com a quebra da flora boreotropical encerrou essa migração, reduzindo progressivamente a diversificação em Burmanniaceae.
Essa família possui ampla distribuição em áreas tropicais e temperadas quentes. Na América tropical os gêneros Campylosiphon, Cymbocarpa, Dictyostega, Hexapterella, Marthella e Miersiella ocorrem. Os gêneros Gymnosiphon e Burmannia são pantropicais. As espécies de Burmannia estão confinadas nos continentes Asiático, Africano e Americano (Jonker,1938). Entretanto, espécies em diferentes continentes são muitas vezes semelhantes e há dificuldade em distinguíveis. 
Grande porcentagem das espécies são saprófitas e se desenvolvem em madeira em decomposição ou folhas à sombra de florestas primárias úmidas. Algumas espécies não saprófitas de Burmannia ocorrem em pastagens úmidas. A maioria das espécies está confinados a baixas altitudes, mas algumas, nos gêneros Apteria, Burmannia e Gymnosiphon, são ocasionalmente encontrados até 3600 m na América do Sul.

#### No Brasil

##### Ocorrências confirmadas
- Norte (Acre, Amazonas, Amapá, Pará, Rondônia, Tocantins);
- Nordeste (Alagoas, Bahia, Ceará, Maranhão, Paraíba, Pernambuco, Rio grande do norte, Sergipe );
- Centro-Oeste (Distrito Federal, Goiás, Mato grosso)
- Sudeste (Espírito Santo, Minas Gerais, Rio de Janeiro, São Paulo);
- Sul (Paraná, Rio Grande do Sul, Santa Catarina).

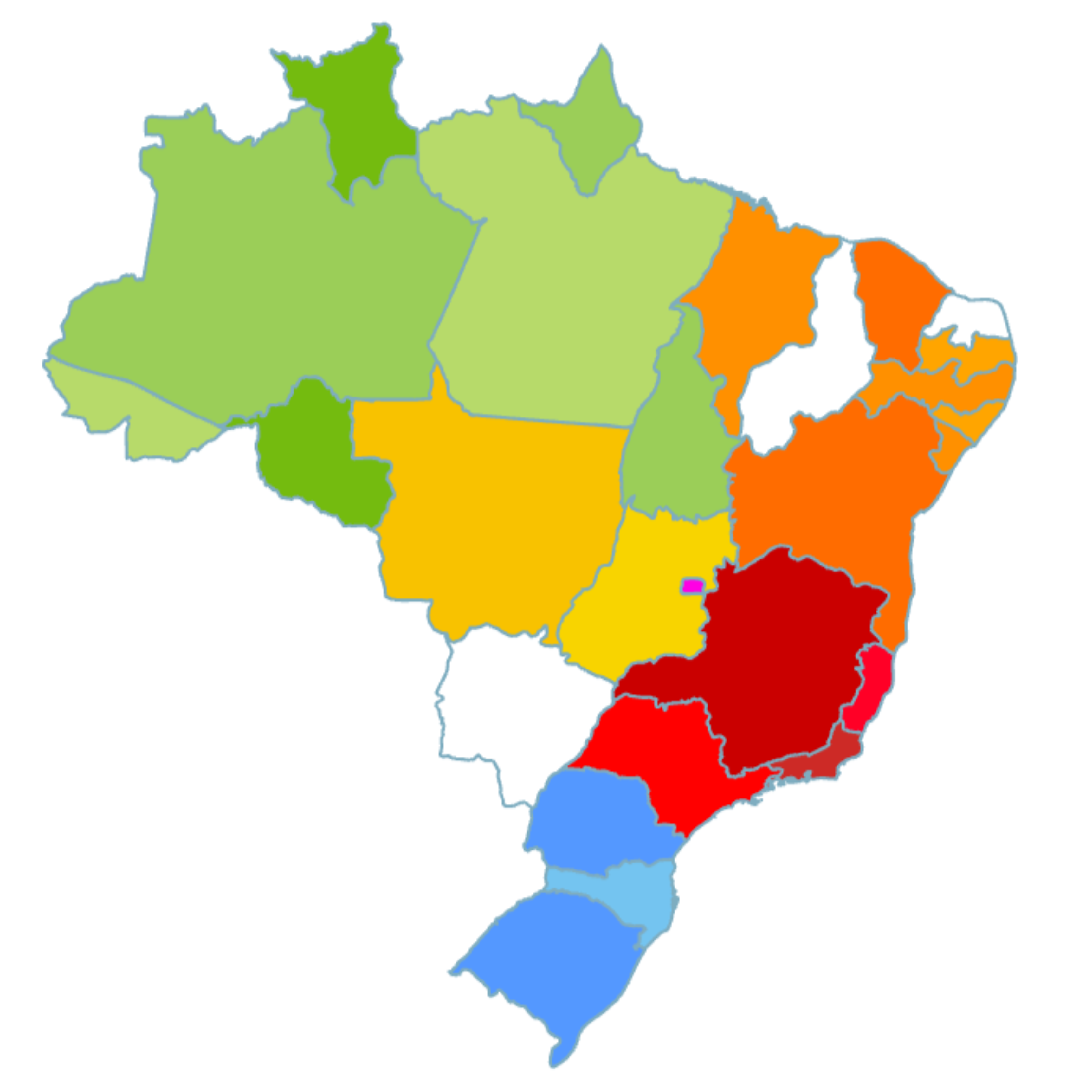
Distribuição e ocorrência de Burmanniaceae no Brasil. Fonte: Flora do Brasil, 2022.

##### Domínios fitogeográficos
- Amazônia;
- Caatinga;
- Cerrado;
- Mata Atlântica;
- Pampa;
- Pantanal.

##### Tipos de vegetação
- Campinarana;
- Campo de Altitude;
- Campo de Várzea;
- Campo Limpo;
- Campo Rupestre;
- Cerrado (lato sensu);
- Floresta Cilicar ou Galeria;
- Floresta de Terra Firme;
- Floresta Estacional Semidecidual;
- Floresta Ombrófila (Floresta Pluvial);
- Restinga;
- Savana Amazônica;
- Vegetação Sobre Afloramento Rochoso.

### Lista de espécies ocorrentes no Brasil

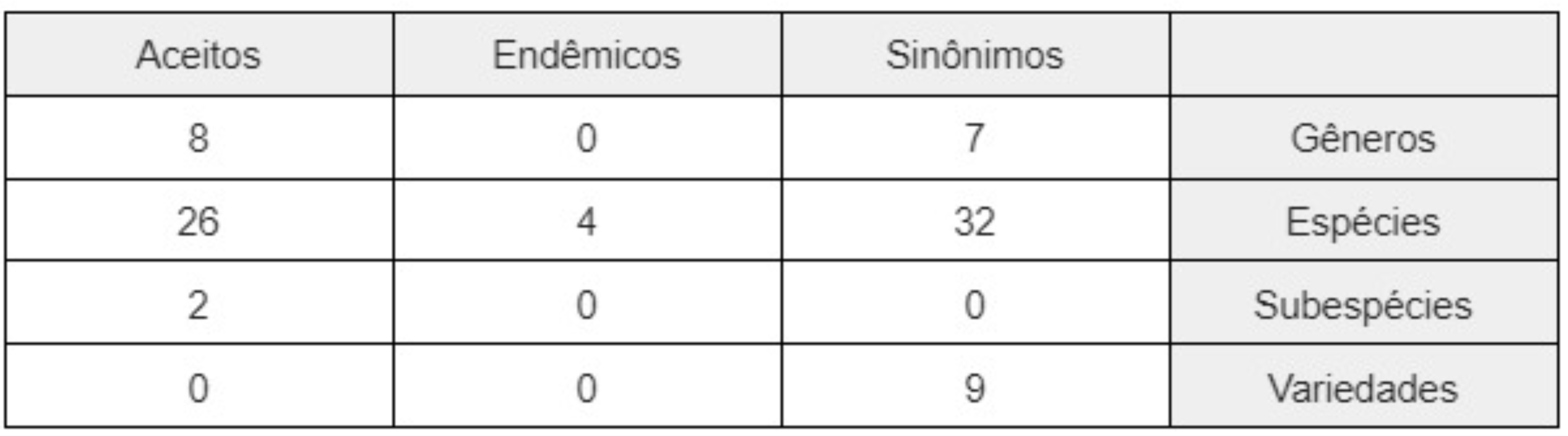
Sinopse de Burmanniaceae para todo o Brasil. Fonte: Flora do Brasil. 2022. Adaptado.

### Lista de espécies ocorrentes no Brasil[8]
Apteria
- Apteria aphylla;

Burmannia
- Burmannia alba;
- Burmannia aprica;
- Burmannia australis;
- Burmannia bicolor ;
- Burmannia capitata;
- Burmannia damazii;
- Burmannia dasyantha;
- Burmannia flava;
- Burmannia grandiflora;
- Burmannia jonkeri;
- Burmannia polygaloides;
- Burmannia tenella;
- Burmannia tenera;

Campylosiphon
- Campylosiphon purpurascens;
- Cymbocarpa refracta;
- Cymbocarpa saccata;
- Dictyostega orobanchoides;

Gymnosiphon
- Gymnosiphon breviflorus;
- Gymnosiphon capitatus;
- Gymnosiphon cymosus;
- Gymnosiphon divaricatus ;
- Gymnosiphon fimbriatus;
- Gymnosiphon minutus;
- Gymnosiphon muticus;
- Gymnosiphon tenellus;

Hexapterella
- Hexapterella gentianoides;

Miersiella 
- Miersiella umbellata;